# Estación de Paredes de Melo
Paredes de Melo es un antiguo apeadero ferroviario clausurado situado en el municipio español homónimo en la provincia de Cuenca, comunidad autónoma de Castilla-La Mancha.

## Situación ferroviaria
La ubicación del antiguo apeadero se encuentra en el punto kilométrico 76,3 de la línea férrea 310 de la red ferroviaria española que une Aranjuez con Valencia, entre las estaciones de Huelves y Vellisca, a 828,96 metros de altitud.
El tramo es de vía única y está sin electrificar.

## Historia
La estación abrió al tráfico ferroviario el 6 de septiembre de 1883, si bien no fue inaugurada oficialmente hasta el 5 de septiembre de 1885, cuando MZA se hizo con la concesión de la línea entre Aranjuez y Cuenca comprando los derechos de la misma a la compañía del ferrocarril de Aranjuez a Cuenca, constructora del trazado.
En 1941, con la nacionalización de la totalidad de la red ferroviaria española la estación pasó a ser gestionada por RENFE. El 31 de diciembre de 2004 Renfe Operadora pasó a explotar la línea mientras que Adif quedó como titular de las instalaciones ferroviarias.
Hasta junio de 2013 contó con servicios de media distancia operados por Renfe. Fue dada de baja como dependencia de la línea el 30 de mayo de 2017.

## La estación
La estación se encuentra a unos 500 metros al norte de la población. El edificio de viajeros es de dos alturas, con tres vanos por costado y altura, algunos de ellos tapiados. Las puertas y ventanas están pintadas de azul y el edificio en color teja. El andén, de circunstancias, se halla cubriendo la antigua vía de apartado, ya fuera de servicio.
La estación no contaba con servicio de viajeros desde junio de 2013.
En agosto de 2020 salió a licitación la demolición del edificio de viajeros, de unas medidas de 14,2 m x 8,2 m.